# Teryl Rothery
Teryl Rothery, född den 9 november 1962 i Vancouver, Kanada, är en kanadensisk skådespelare. Hon har medverkat i Kyle XY, Arkiv X, Jeremiah, First Wave, samt som Dr. Janet Fraiser i science fiction-serien Stargate SG-1. Hon har också medverkat i tv-serierna Eureka och Babylon 5, Caprica med mera.
Hon startade sin karriär som dansare i musikalen "Bye Bye Birdie" när hon var 13 år. Rotherys senaste engagemang har varit på en teater i hemstaden Vancouver, där hon bland annat har spelat i Kiss Me, Kate.